# Václav Horák
Václav Horák (27 de setembre de 1912 - 15 de novembre de 2000) fou un futbolista txec de la dècada de 1930.
Fou 11 cops internacional amb la selecció de Txecoslovàquia, amb la qual participà en el Mundial de 1938. Pel que fa a clubs, defensà els colors de l'SK Slavia Praha.